# Вираз (математика)
У математиці вираз або математичний вираз — це скінченна комбінація математичних символів, сформована відповідно до певних правил. Математичні символи можуть позначати числа (константи), змінні, математичні оператори, функції, дужки, розділові знаки та групування, які допомагають визначити порядок операцій та інші аспекти синтаксису. Вираз — одне з фундаментальних математичних понять, яке лежить в основі мови математики. За допомогою математичних виразів записують розрахункові алгоритми, формулюють математичні аксіоми й теореми тощо.
Багато авторів розрізняють вирази й формули: вирази позначають математичні об'єкти, а формули — твердження про математичні об'єкти. Наприклад, {\displaystyle 8x-5} — це вираз, а {\displaystyle 8x-5\geq 5x-8} — це формула. Однак у сучасній математиці, зокрема в комп'ютерній алгебрі, формули розглядаються як вирази, які можна оцінити як істинні або хибні залежно від значень, які надаються змінним, що до них входять. Наприклад, {\displaystyle 8x-5\geq 5x-8} набуває значення хиба (false), якщо x має значення менше −1, і значення істина (true) в іншому випадку.
Найпростішим випадком є числові алгебраїчні вирази, які можуть містити літерні параметри, наприклад {\displaystyle 2\cdot \pi \cdot R} (вираз для обрахування довжини окружності за відомого радіуса {\displaystyle R}. Однак існують і узагальнення для інших математичних систем, необов'язково числових — логічні, текстові, матричні, векторні, тензорні, аналітичні, теоретико-множинні та інші типи виразів, кожен зі своїм набором операцій. У формулюваннях аксіом і теорем часто поєднуються кілька різних типів виразів — див., наприклад, в аксіоматиці дійсних чисел.

## Приклади
Математичні вирази можуть бути різними — від найпростіших:
- {\displaystyle 3+8}
- {\displaystyle 8x-5} (лінійний многочлен)
- {\displaystyle 7{{x}^{2}}+4x-10} (квадратний многочлен)
- {\displaystyle {\frac {x-1}{{{x}^{2}}+12}}} (раціональний дріб)

до складних:
- {\displaystyle f(a)+\sum _{k=1}^{n}\left.{\frac {1}{k!}}{\frac {d^{k}}{dt^{k}}}\right|_{t=0}f(u(t))+\int _{0}^{1}{\frac {(1-t)^{n}}{n!}}{\frac {d^{n+1}}{dt^{n+1}}}f(u(t))\,dt.}

## Змінні та обчислення
Багато математичних виразів містять змінні. Будь-яку змінну можна класифікувати як вільну або зв'язану. Для заданої комбінації значень вільних змінних можна обчислити вираз (хоча іноді значення виразу може бути невизначеним). Таким чином, вираз являє собою функцію, аргументами якої є значення, присвоєні вільним змінним, а результатом — власне, значення виразу.
Наприклад, якщо вираз {\displaystyle x/y} обраховується при x = 10 та y = 5, то він набуває значення 2; це позначається
{\displaystyle \left.{\frac {x}{y}}\right|_{x=10,\,y=5}=2}.
Оцінка не визначена для y = 0.
Два вирази називаються еквівалентними, якщо для будь-якої комбінації значень незалежних змінних вони мають однаковий результат, тобто представляють ту саму функцію.
Наприклад, у виразі
{\displaystyle \sum _{n=1}^{3}(2nx)}
змінна n залежна, а змінна x незалежна. Цей вираз еквівалентний простішому виразу 12x. Його значення для x = 3 дорівнює 36, що можна позначити так:
{\displaystyle \sum _{n=1}^{3}(2nx){\Biggr |}_{x=3}=36}.

## Синтаксис і семантика

### Синтаксис
Вираз — це синтаксична конструкція. Він повинен бути коректно сформульований: дозволені оператори повинні мати належну кількість входів у правильних місцях; символи, що входять до складу цих входів, повинні бути дійсними, мати чіткий порядок операцій тощо. Рядки символів, що порушують правила синтаксису, не є правильно оформленими і не є коректними математичними виразами. Наприклад, у звичайній арифметичному записі вираз 1 + 2 × 3 коректний, тоді як вираз ×4)x+,/y не є коректним.

### Семантика
Семантика вивчає значення. Семантика логіки (формальна семантика) — це дисципліна, яка вивчає інтерпретацію формальних та природних мов шляхом їх формального опису в математичних термінах.
В алгебрі вираз можна використовувати для передання значення, яке визначається значеннями змінних, що зустрічаються в цьому виразі. Визначення цього значення залежить від семантики, яка приписується символам, з яких складається вираз. Вибір семантики залежить від контексту виразу. Той самий синтаксичний вираз 1 + 2 × 3 може мати різні значення — 7 або 9 — залежно від порядку виконання математичних операцій.
За семантичними правилами, певні вирази можуть не мати жодного значення (наприклад, коли вони передбачають ділення на 0); про такі вирази кажуть, що їхнє значення невизначене, але водночас вони є коректними математичними виразами. Загалом значення виразів не обмежується позначенням значень; наприклад, вираз може позначати умову або рівняння, яке потрібно розв'язати, або його можна розглядати як самостійний об'єкт, яким можна оперувати відповідно до певних правил. Деякі вирази, які позначають значення, одночасно виражають умову, що, як передбачається, виконується, — наприклад, вирази з оператором ⊕ для позначення внутрішньої прямої суми.

### Формальні мови та лямбда-числення
Формальні мови дають змогу формалізувати поняття коректно сформульованих виразів.
У 1930-х роках Алонзо Черч і Стівен Кліні ввели новий тип виразів для формалізації функцій та їх оцінювання — лямбда-вирази. Вони лягли в основу лямбда-числення — формальної системи, яка використовується в математичній логіці та теорії мов програмування.
Еквівалентність двох лямбда-виразів не є однозначною. Це також стосується виразів, які представляють дійсні числа, які побудовані з цілих чисел за допомогою арифметичних операцій, логарифма та експоненти (теорема Річардсона).

## Вирази в програмуванні
Оперування виразами в мовах програмування має свою специфіку.
- Позначення операцій у них відрізняються не тільки від загальноприйнятого математичного стандарту, а в різних мовах програмування вони, взагалі кажучи, можуть бути різними.
- Результати операцій можуть залежати від типу операндів та місця, яке вони займають у машинній пам'яті.
- Частина систем програмування допускає побічні ефекти, через що, наприклад, значення виразу {\displaystyle x+f(x)} залежить від порядку обчислень, створеного компілятором (якщо функція {\displaystyle f(x)} змінює значення свого аргументу {\displaystyle x}.